# 王順昌
王順昌（1954年12月23日—），中華民國政治人物，彰化鹿港人，曾任連任六屆彰化縣鹿港鎮民代表，其父為前鹿港鎮長王福入，胞妹為現任彰化縣縣長王惠美。

## 家庭背景
王順昌父親為前鹿港鎮長王福入，胞妹為現任彰化縣長王惠美。

## 學歷
彰化縣私立培元中學畢業。

## 經歷
- 第15~20屆鹿港鎮民代表
- 景靈宮主任委員、
- 鹿港國中82年度家長會會長
- 彰化縣殘障服務協會創會長
- 秀和基金會董事
- 武聖宮主任委員
- 彰化茶藝協會理事長
- 鹿港鎮第20屆兵役協會常務委員